# Plebania w Odrzywole
Plebania w Odrzywole – jeden z rejestrowanych zabytków miasta Odrzywół, w powiecie przysuskim, w województwie mazowieckim.
jest to budowla wzniesiona w stylu dworkowym w 1790 roku z funduszy parafian. Wybudowano ją na planie prostokąta. Charakteryzuje się dachem mansardowym i gankiem podpartym dwoma kolumnami. Od strony wschodniej znajduje się dobudówka. W plebanii w kwietniu 1809 roku gościem był zapewne książę Józef Poniatowski